# 후나마치구치역
후나마치구치역(일본어: 船町口駅 ふなまちぐちえき[*])은 일본 효고현 니시와키시에 위치한 서일본 여객철도 가코가와 선의 철도역이다. 단선 승강장 1면 1선의 구조를 갖춘 지상역이다.

## 이용 현황
| 연도     | 1일 평균 | 연도     | 1일 평균 |
| 2000년도 | 15       | 2007년도 | 5        |
| 2001년도 | 9        | 2008년도 | 7        |
| 2002년도 | 7        | 2009년도 | 8        |
| 2003년도 | 6        | 2010년도 | 7        |
| 2004년도 | 5        | 2011년도 | 8        |
| 2005년도 | 5        | 2012년도 | 7        |
| 2006년도 | 6        |          |          |
| -------- | -------- | -------- | -------- |

## 역 주변
역은 주택의 뒤쪽에 있으며, 주변은 공장도 있다.

## 역사
- 1924년 12월 27일 : 반탄 철도 노무라 역 - 다니카와역 간의 개통과 동시에 정류장으로서 개업. 여객영업만.
- 1943년 6월 1일 : 반탄 철도의 국유화에 의해 일본국유철도 가코가와 선의 소속으로 한다. 동시에 역으로 승격.
- 1976년 : 역사 개축.
- 1987년 4월 1일 : 일본국유철도 분할 민영화에 의해, 서일본 여객철도가 승계.
- 1990년 6월 1일 : 가코가와 철도부 발족에 의해, 그 관할로 한다.
- 2009년 7월 1일 : 가코가와 철도부 폐지에 수반해 고베 지사 직할로 변경되어, 가코가와 역의 피관리역으로 한다.

## 인접 역
| 서일본 여객철도 가코가와 선 | 서일본 여객철도 가코가와 선 | 서일본 여객철도 가코가와 선 |
| --------------------------- | --------------------------- | --------------------------- |
| 혼쿠로다 가코가와 방면      | ■ 가코가와 선               | 구게무라 다니카와 방면      |